# (8300) Iga
(8300) Iga est un astéroïde de la ceinture principale.

## Description
(8300) Iga est un astéroïde de la ceinture principale du système solaire (entre les orbites de Mars et Jupiter). Il fut découvert le 9 janvier 1994 à Ōizumi par Takao Kobayashi. Il présente une orbite caractérisée par un demi-grand axe de 2,62 UA, une excentricité de 0,17 et une inclinaison de 11,3° par rapport à l'écliptique.

## Compléments